# Villiers-Herbisse
Villiers-Herbisse è un comune francese di 95 abitanti situato nel dipartimento dell'Aube nella regione del Grand Est.

## Società

### Evoluzione demografica
Abitanti censiti